# 강준우 (가수)
강준우(1980년 8월 15일~)는 장미여관의 이전 구성원으로 기타리스트와 리드 보컬리스트를 맡았었다. 2002년에 부산의 언더그라운드 라이브 클럽에서 록 음악 가수로 처음 활약했던 그는, 현재 장미여관 이전 구성원 육중완과 함께 2인조 육중완밴드로 활동 중이다. 혈액형은 B형이다.

## 주요 출연 작품
- EBS 1TV : 《세상에 나쁜 개는 없다》